# Jean-Pierre Delville
Jean-Pierre Delville (ur. 29 kwietnia 1951 w Liège) – belgijski biskup rzymskokatolicki, biskup diecezjalny Liège od 2013.

## Życiorys
Święcenia kapłańskie otrzymał 6 września 1980 i został inkardynowany do diecezji Liège. Przez wiele lat pracował w diecezjalnym seminarium oraz w miejscowym instytucie katechetyczno-duszpasterskim. Był także m.in. wykładowcą i rektorem seminarium w Leuven oraz wykładowcą na tamtejszym uniwersytecie.
31 maja 2013 papież Franciszek mianował go biskupem diecezjalnym Liège. Sakry udzielił mu 14 lipca 2013 arcybiskup metropolita Brukseli-Mechelen André-Joseph Léonard.